# Лайелл (лунный кратер)
Кратер Лайелл (лат. Lyell), не путать с кратером Лайелл на Марсе, — останки крупного ударного кратера в западной части Болота Сна на видимой стороне Луны. Название присвоено в честь английского ученого, основоположника современной геологии Чарлза Лайела (1797—1875) и утверждено Международным астрономическим союзом в 1935 г.

## Описание кратера

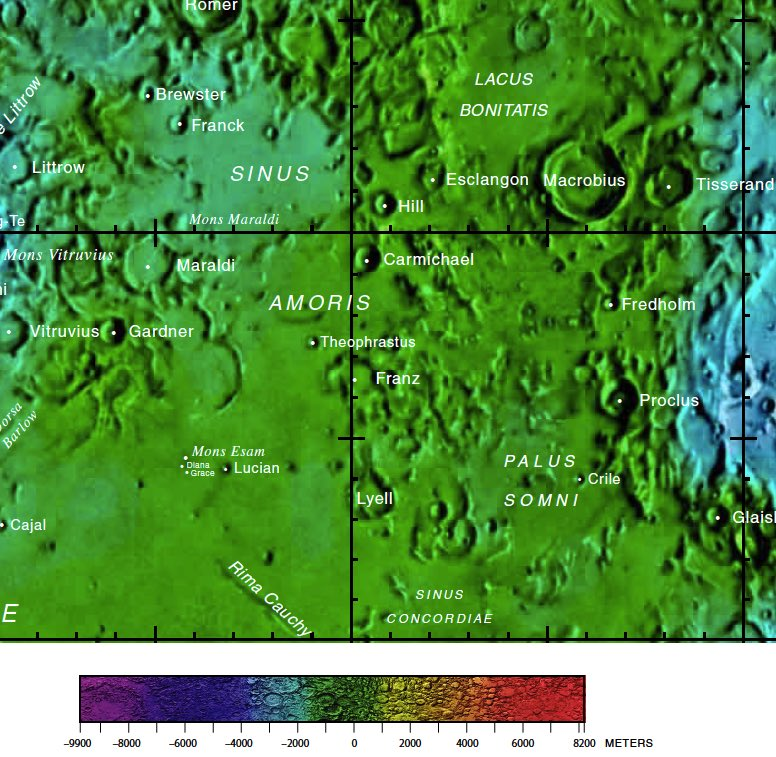
Окрестности кратера Лайелл. Фрагмент карты видимой стороны Луны.

Ближайшими соседями кратера являются маленький кратер Луциан на западе; кратер Франц на севере; кратер Криль на востоке; кратер Леонардо Да Винчи на юго-востоке и кратер Коши на юге-юго-западе. На западе от кратера находится Море Спокойствия; на севере Залив Любви; на юго-востоке Залив Согласия; на юго-западе борозда Коши. Селенографические координаты центра кратера 13°38′ с. ш. 40°34′ в. д. / 13,63° с. ш. 40,56° в. д., диаметр 31,2 км, глубина 2,56 км.
Кратер Лайелл имеет полигональную форму и практически полностью разрушен за время своего существования. Вал сглажен и представляет собой нерегулярное скопление хребтов. В западной части вала имеются несколько разрывов соединяющих чашу кратера с Морем Спокойствия, лучше всего сохранилась восточная часть вала. Высота вала над окружающей местностью достигает 940 м. Дно чаши затоплено и выровнено базальтовой лавой, не имеет приметных структур. Центральная часть чаши кратера Лайелл имеет низкое альбедо соответствующее поверхности Моря Спокойствия.

## Сателлитные кратеры

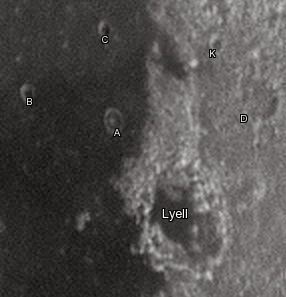
Снимок Девида Кемпбелла.

| Лайелл | Координаты                                            | Диаметр, км |
| ------ | ----------------------------------------------------- | ----------- |
| A      | 14°19′ с. ш. 39°36′ в. д. / 14,32° с. ш. 39,6° в. д.  | 7,0         |
| B      | 14°22′ с. ш. 38°28′ в. д. / 14,36° с. ш. 38,46° в. д. | 4,7         |
| C      | 15°08′ с. ш. 39°23′ в. д. / 15,14° с. ш. 39,39° в. д. | 4,2         |
| D      | 14°55′ с. ш. 41°28′ в. д. / 14,91° с. ш. 41,46° в. д. | 17,4        |
| K      | 15°17′ с. ш. 40°52′ в. д. / 15,28° с. ш. 40,86° в. д. | 5,0         |